# San Agustin (Romblon)
San Agustin è una municipalità di quarta classe delle Filippine, situata nella Provincia di Romblon, nella regione di Mimaropa.
San Agustin è formata da 15 baranggay:
- Bachawan
- Binongahan
- Binugusan
- Buli
- Cabolutan
- Cagbuaya
- Camantaya
- Carmen
- Cawayan
- Doña Juana
- Dubduban
- Lusong
- Mahabang Baybay (Long Beach)
- Poblacion
- Sugod